# Beytaşı
Beytaşı (türkisch für Herrenstein), (kurdisch Delav) ist ein Dorf im Landkreis Nazımiye der türkischen Provinz Tunceli. Beytaşı liegt ca. 5  km nordöstlich von Nazımiye. Der frühere Name Beytaşıs lautet Delav. Dieser ist kurdischen Ursprungs und bedeutet „Tränke“ oder „Weiher“.
Im Jahre 2011 lebten in Beytaşı 29 Menschen. Zu Beginn der 1990er Jahre zählte das Dorf 96 Einwohner.